# Serhij Bojko

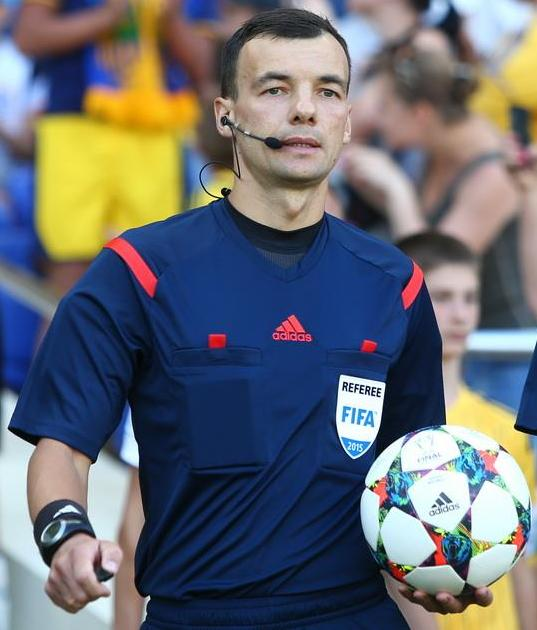
Serhij Bojko (2015)

Serhij Mykolajowytsch Bojko (ukrainisch Сергій Миколайович Бойко, wiss. Transliteration Serhij Mykolajovyč Bojko; * 30. Juni 1977) ist ein ukrainischer Fußballschiedsrichter.
Ab 2011 stand er auf der Liste der FIFA-Schiedsrichter und leitete internationale Fußballspiele. Bis zur Saison 2022/23 zählte er zur Gruppe der UEFA-First-Category-Schiedsrichter.
In der Saison 2012/13 leitete Bojko erstmals Spiele in der Europa League, bisher noch keine Spiele in der Champions League, aber in der Qualifikation zu beiden Wettbewerben. Zudem pfiff er bereits Partien in der Nations League, in der EM-Qualifikation für die Europameisterschaft 2016 und EM 2021, in der europäischen WM-Qualifikation für die Weltmeisterschaft 2014 in Brasilien, die WM 2018 in Russland und die WM 2022 in Katar sowie Freundschaftsspiele.
Zudem war er bei der U-21-Europameisterschaft 2013 in Israel im Einsatz.